# Chiesa di Sant'Agostino (Montepulciano)

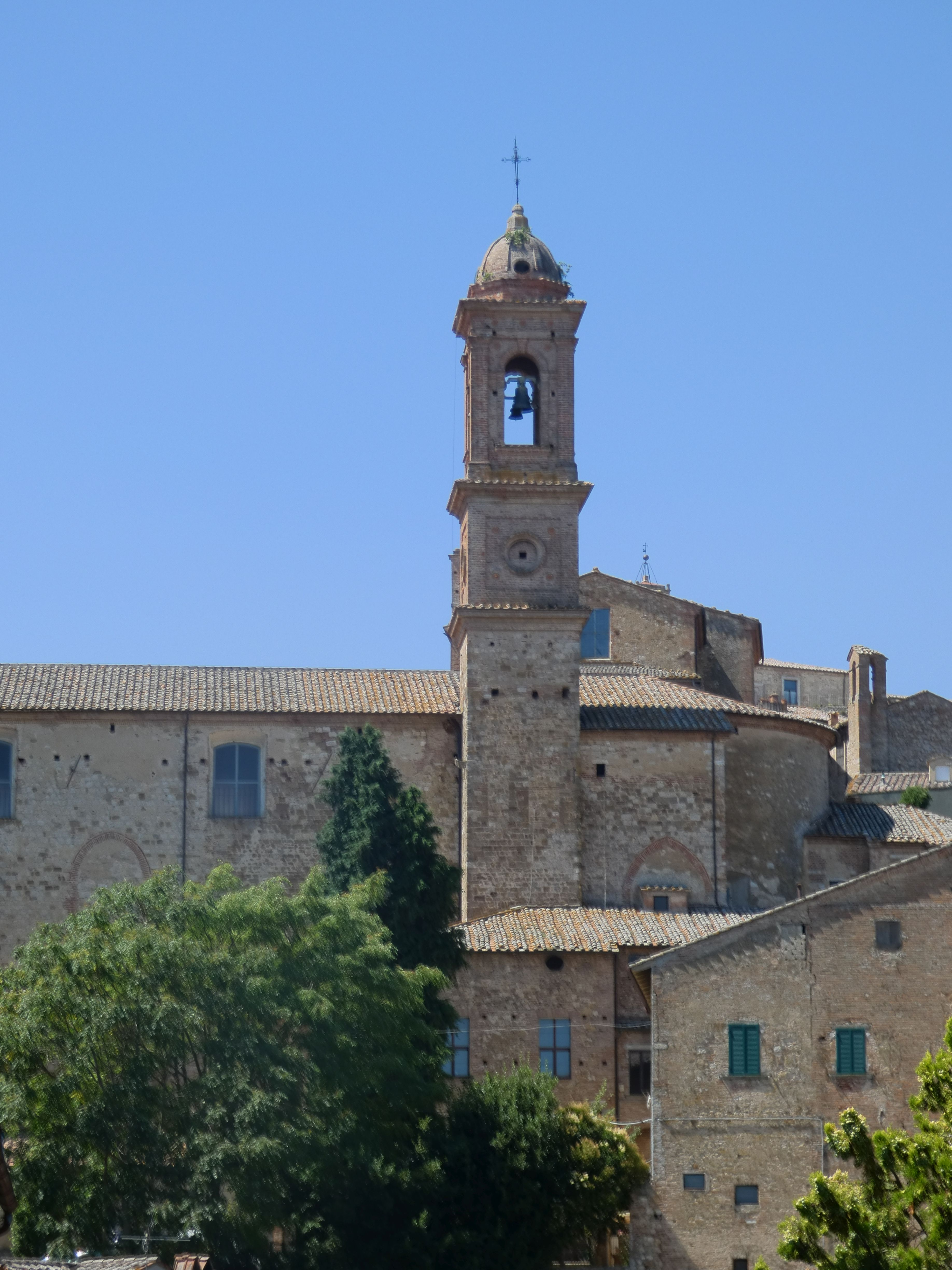
Il campanile

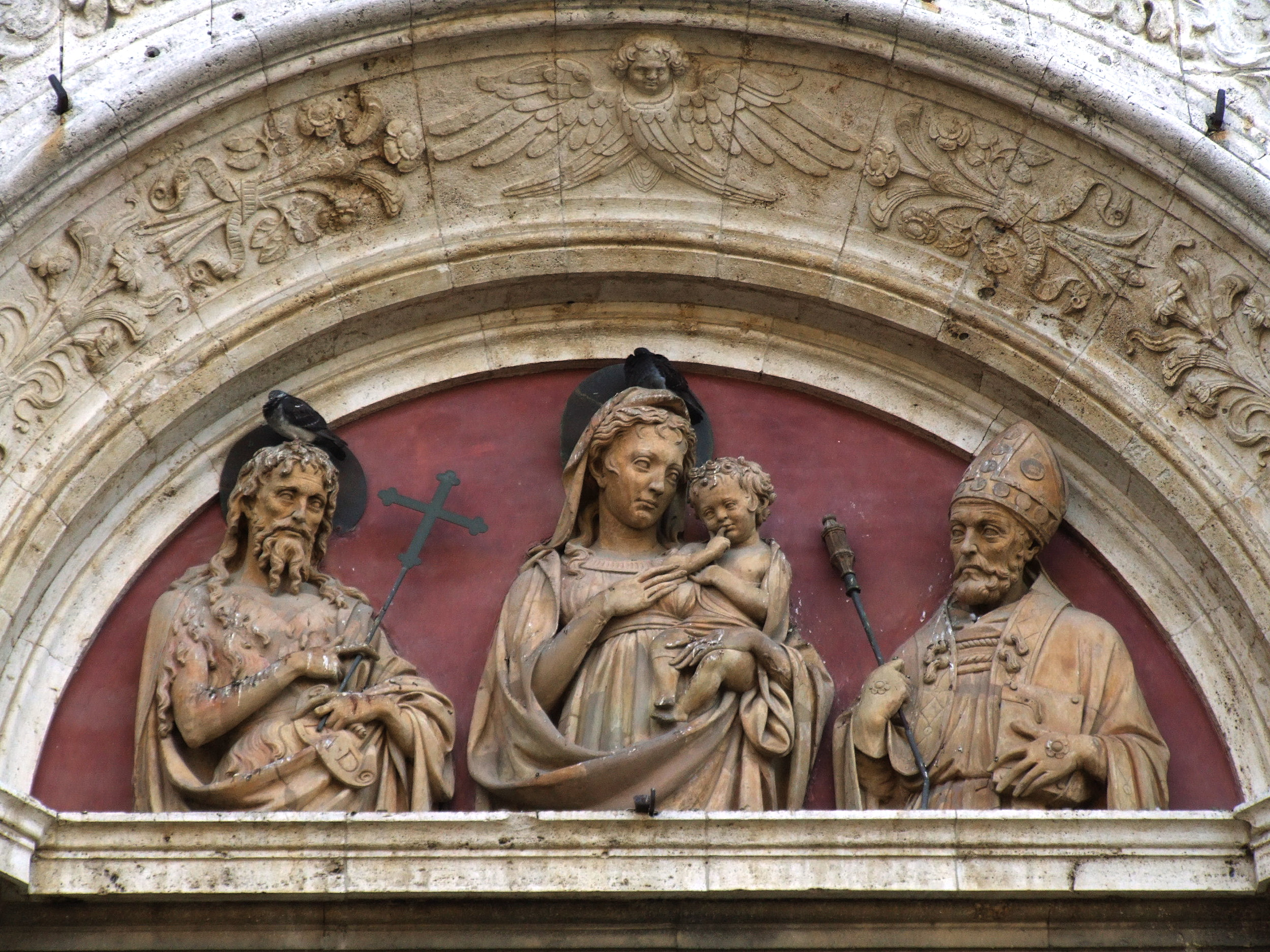
Michelozzo di Bartolomeo, Madonna col Bambino tra i santi Agostino e Giovanni Battista, 1439

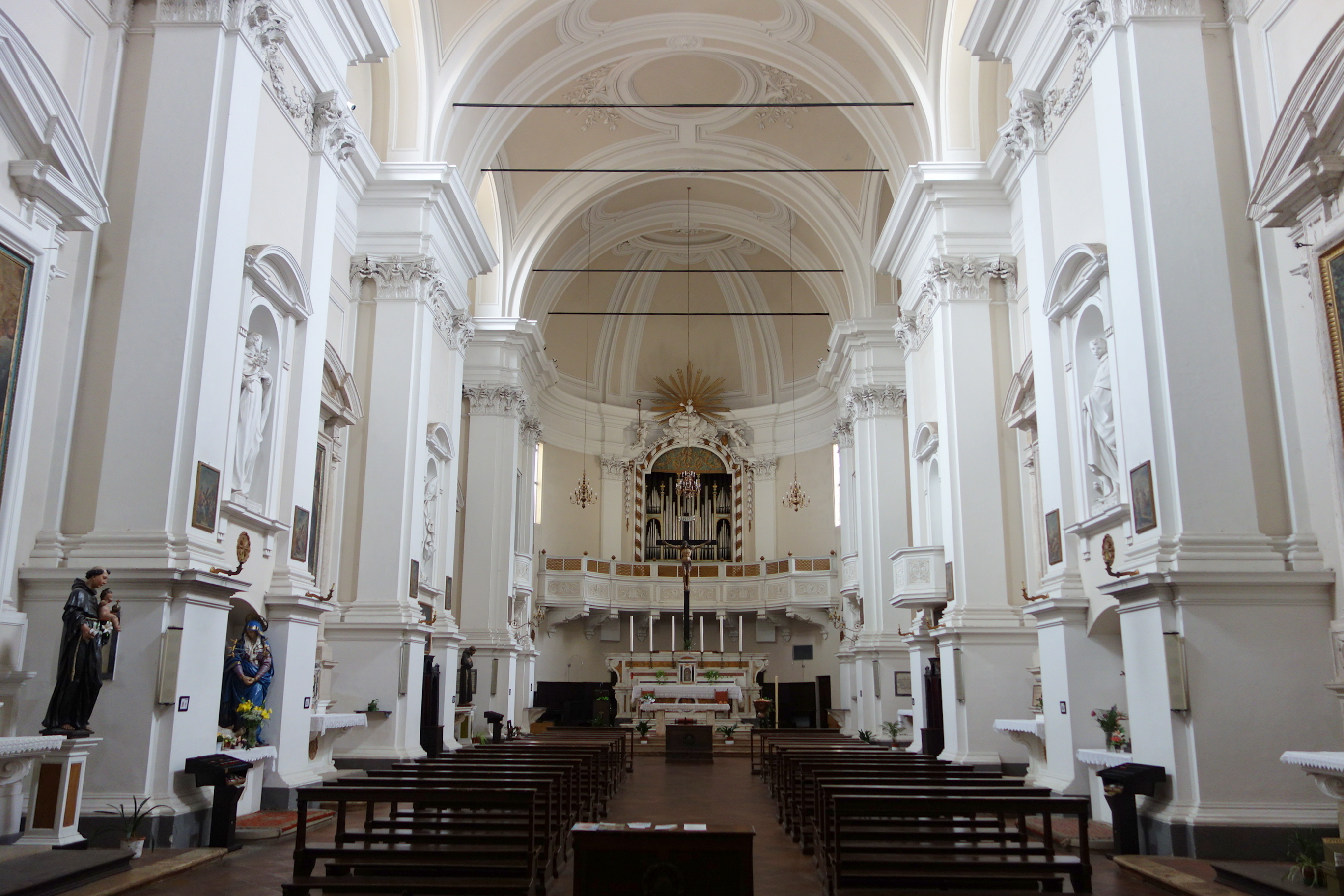
Interno

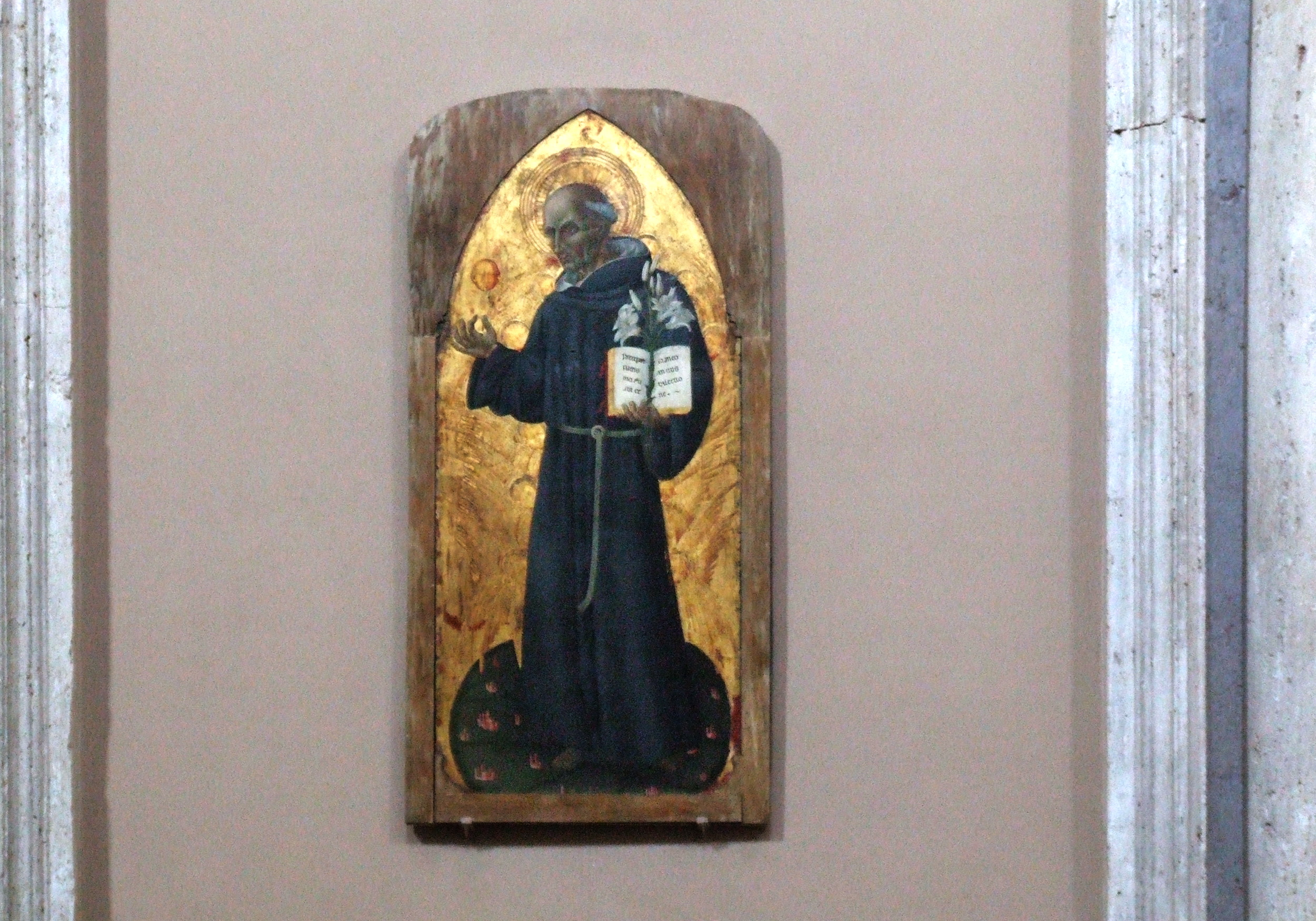
Giovanni di Paolo, San Bernardino da Siena, 1456

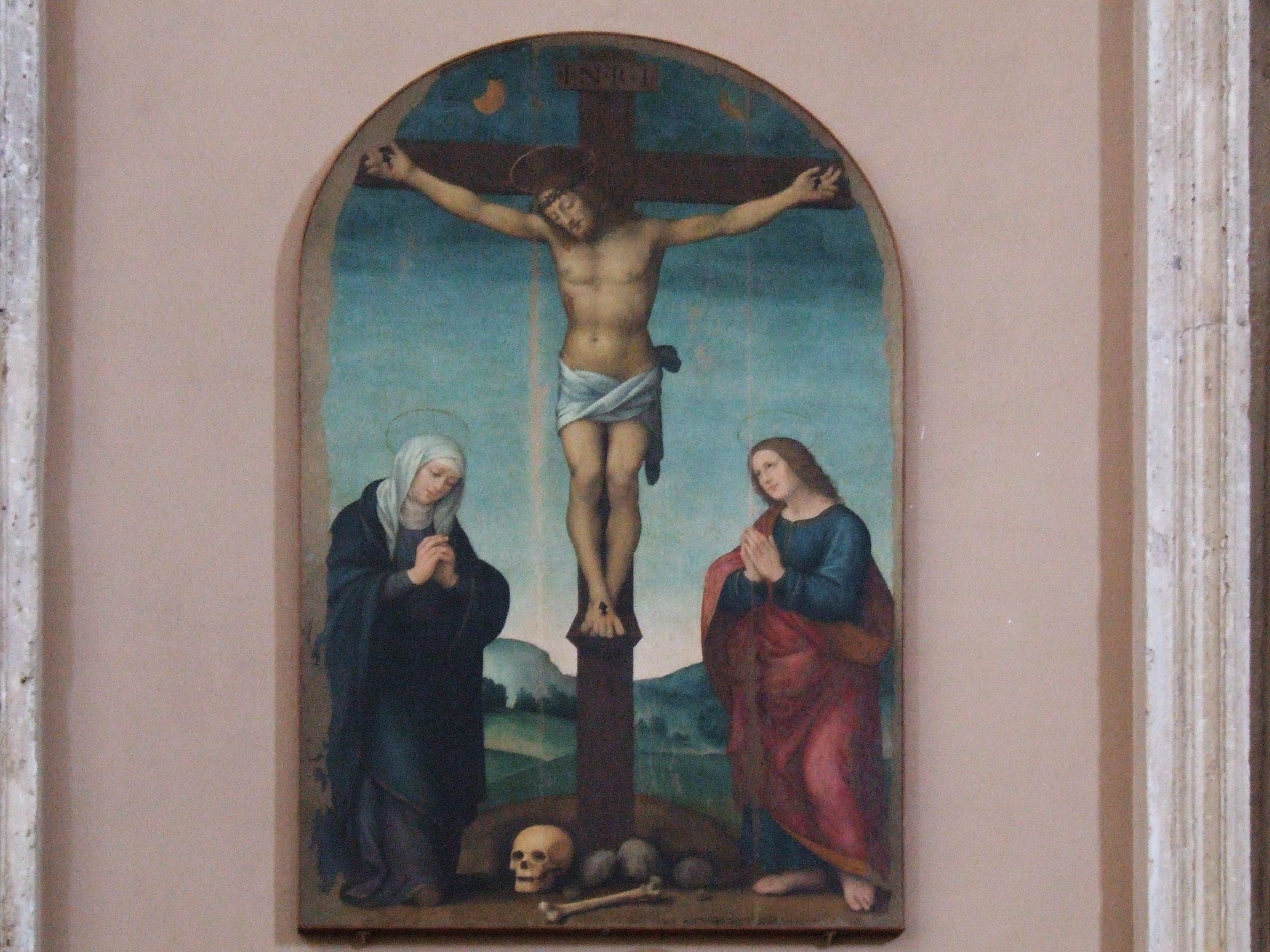
Lorenzo di Credi, Crocifissione con dolenti, primo quarto del XVI secolo

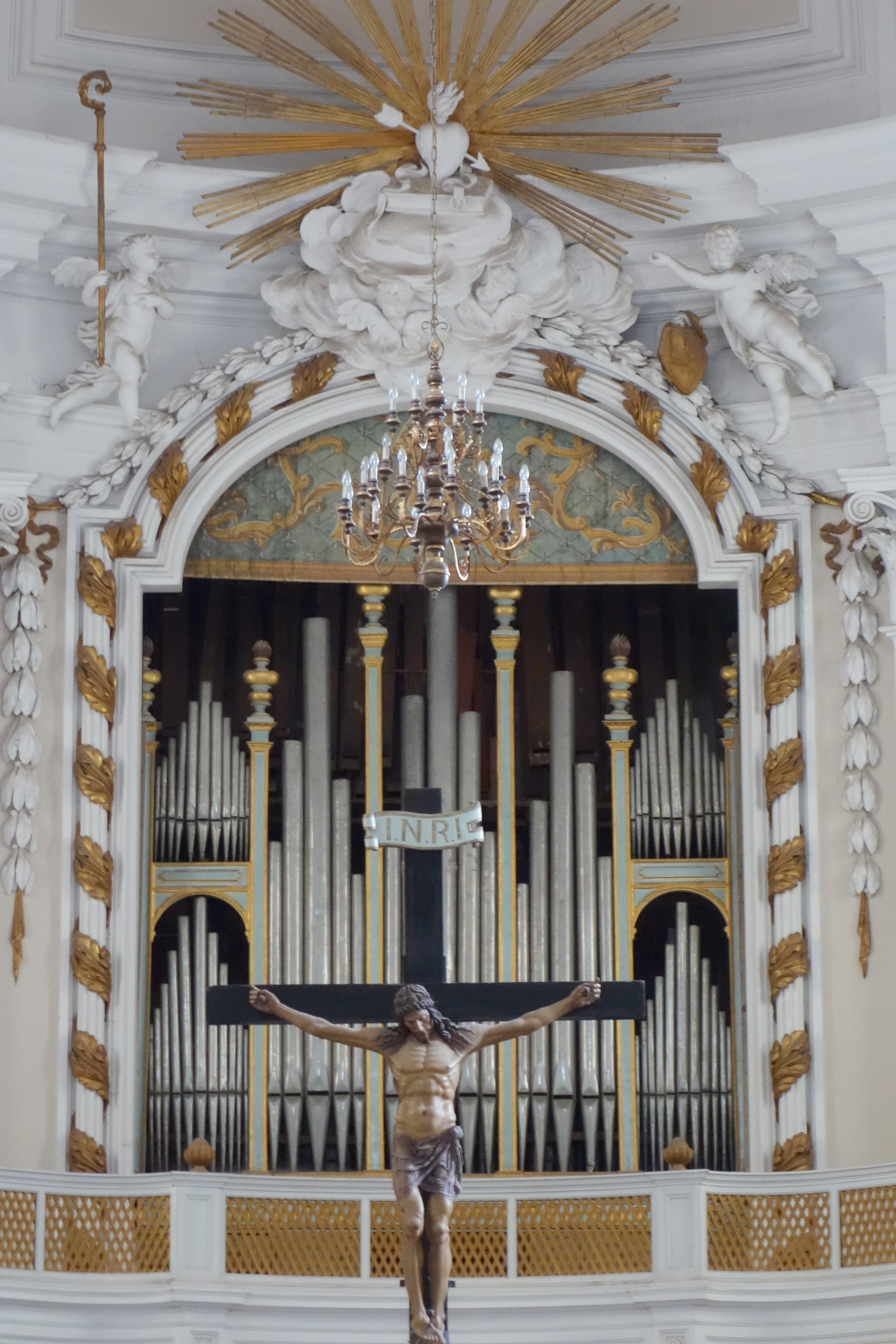
Organo a canne

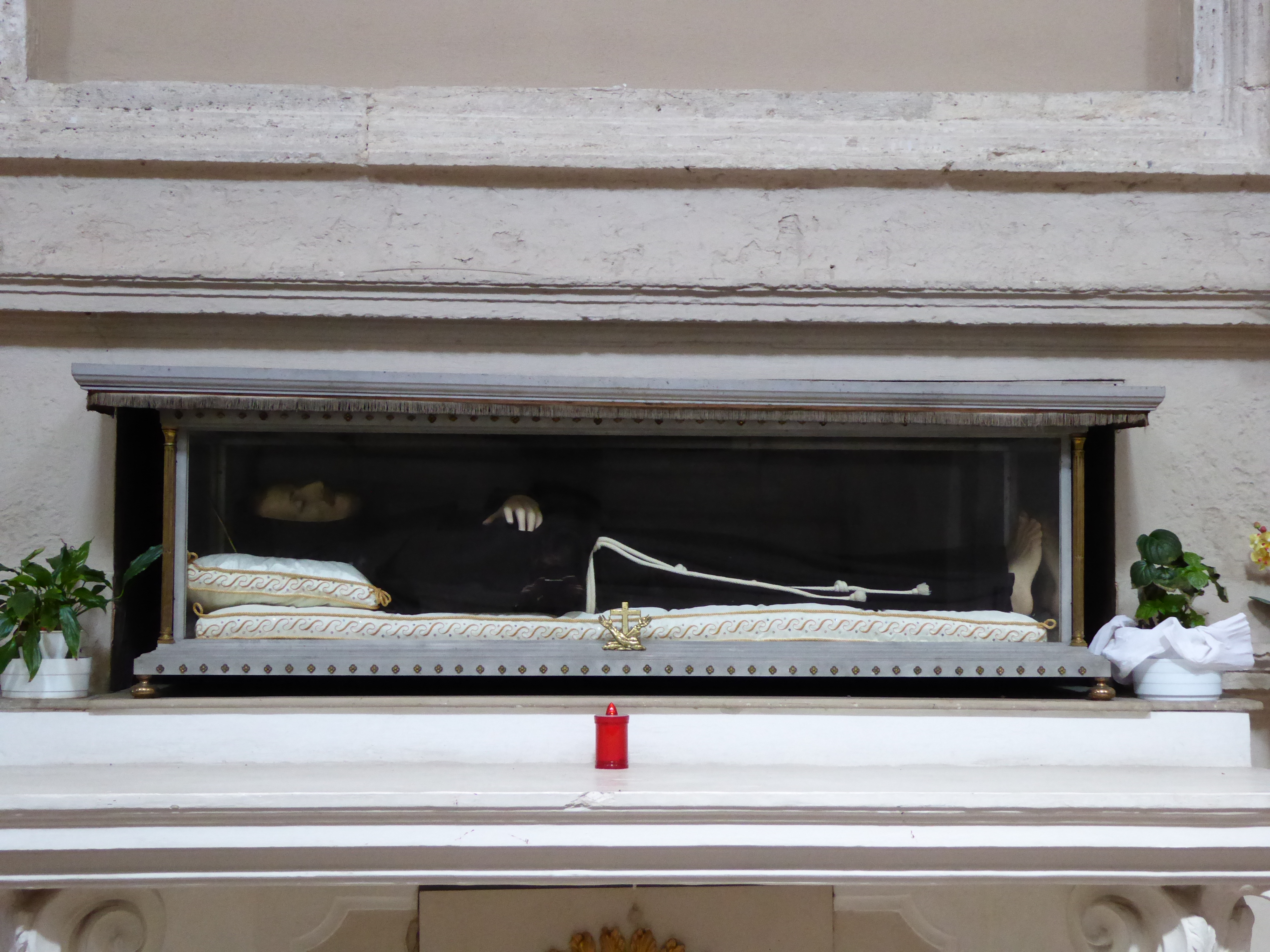
Le spoglie mortali del beato Bartolomeo Pucci-Franceschi

La chiesa di Sant'Agostino si trova a Montepulciano, in provincia di Siena e diocesi di Montepulciano-Chiusi-Pienza.

## Storia

### L'Opera, la Fraternita e l'inizio della Fabbrica
La citazione di un breve del vescovo di Arezzo Guglielmo dei conti Ubertini ci permette di datare l'inizio dei lavori della chiesa all'anno 1285, quando lo stesso vescovo benedisse la prima pietra della chiesa voluta dall'Ordine degli Eremitani di Sant'Agostino, data confermata da fonti manoscritte più tarde. Gli agostiniani, stanziatisi a Montepulciano nel corso del XIII secolo, officiavano in quel periodo nella ormai fatiscente chiesa di San Marco, probabilmente ubicata tra l'attuale Piazzale Pasquino e la cinta esterna delle mura cittadine, nelle immediate vicinanze cioè di dove si iniziò ad erigere la chiesa di Sant'Agostino. Lo stesso breve prevedeva che fosse concessa la facoltà di un'indulgenza di quaranta giorni per ogni giorno impegnato durante la costruzione della chiesa, fino al suo compimento, per gli abitanti che avessero contribuito alla costruzione della chiesa. Del documento emanato dal vescovo aretino non esiste più alcuna traccia, ma se ne ha un riferimento in una memoria storica ottocentesca, che riporta la notizia dell'acquisto degli stessi Agostiniani di possedimenti nei dintorni della chiesa di San Marco negli anni precedenti all'inizio dei lavori di costruzione della nuova chiesa, tra il 1259 e il 1269.
I pochi documenti esistenti non consentono però di chiarire del tutto se vi fu la costruzione di un Sant'Agostino vecchio (1285-inizio ‘300) e di un Sant'Agostino nuovo (1364-1440), oppure una continuità di interventi, pur con lunghe pause, nei circa centosessant'anni che separano la data iniziale da quella finale. L'esistenza negli Statuti Comunali del 1337 di stanziamenti a favore della fabbrica testimonia che la chiesa era a quel tempo in una fase costruttiva e lontana dall'ultimazione. 
Per permettere una più rapida costruzione dell'edificio, nel 1364 gli Agostiniani decisero di affidare la costruzione ad un'Opera appositamente creata, con la quale riuscirono ad assicurare alla fabbrica rilevanti finanziamenti da parte della comunità che consentirono l'ultimazione dei lavori nel secolo successivo, sebbene a causa della sua vastità, la chiesa comportò comunque tempi di realizzazione molto lunghi, in conseguenza anche di vari avvenimenti storici. L'Opera gestì i lavori fino alla metà del Quattrocento, quando a lavori ormai conclusi, si fuse con la Fraternita, che fino a quel momento aveva avuto una propria vita e storia autonoma. Le due congregazioni laicali vennero fuse in un'unica istituzione sicuramente entro il entro il 1509, come riporta un'iscrizione nella facciata: “DIVO.AUGUSTINO.SACRUM.OPERA.ET.FRATERNITAS. COEPTUM. JAM. OPUS. PERFECERUNT. A. D. MDVIIII”.
Per quanto riguarda il probabile progetto originario, si può affermare che la tipologia della chiesa primitiva (tre-quattrocentesca), almeno per quello che è possibile evincere dalle tracce rimaste dopo la ristrutturazione di fine Settecento, è riconducibile a quella degli edifici di culto costruiti nel XIII e XIV secolo dagli ordini mendicanti. È ipotizzabile che la pianta della chiesa fosse a croce latina, ad aula unica, con grandi finestre sulle pareti laterali, spazi semplici e regolari, il soffitto a capriate, il tutto caratterizzato da un'estrema severità. La navata unica immetteva, attraverso un ampio arco gotico, nella zona presbiteriale oltre il tramezzo, dove si trovavano, una per braccio del transetto, due cappelle, quindi l'altare maggiore e il coro. Il risultato finale era un gotico ben diverso da quello delle altre costruzioni poliziane del tempo (o meglio: di ciò che di esso è rimasto dopo gli interventi rinascimentali e successivi). Ciò può essere spiegato se si considera che i progettisti delle chiese degli ordini religiosi, a differenza di quelli delle altre chiese, erano maestri appositamente invitati dagli ordini per la progettazione che erano a conoscenza delle evoluzioni tecniche e dei cambiamenti stilistici che avvenivano in territori ben più vasti della singola realtà comunale. È quindi chiaro che volendo trovare degli esempi con cui affrontare la tipologia architettonica originaria di Sant'Agostino vanno ricercati su chiese di eremitani, o comunque mendicanti, che non su analogie dirette con caratteri stilistici poliziani.

### Il Quattrocento e l'intervento di Michelozzo
All'inizio del Quattrocento, dopo oltre un secolo dalla fondazione, i lavori che fino a quel momento erano proceduti con fortune alterne, interessavano ormai la copertura della chiesa. I libri delle entrate e delle uscite dell'Opera 1424-1440, attestano che dopo essere state messe in opera quattro delle dieci capriate lignee tra il 1424 e il 1426, ma poi i lavori subirono un nuovo periodo di stasi dovuto a difficoltà finanziarie fino al 1430, quando ancora l'edificio era solo parzialmente coperto.
Un notevole cambio di direzione si ebbe all'inizio degli anni trenta, quando si verificò un evento che permise all'Opera non solo di portare avanti i lavori ma soprattutto di assoldare alcuni importanti artisti e artigiani esterni all'ambito locale. L'evento di cui si parla è il lascito testamentario di Francesco Aragazzi, morto nel 1429, la cui attuazione incontrò però diverse difficoltà per cui all'Opera giunse inizialmente soltanto meno di un terzo della somma prevista con cui essa riuscì a completare la copertura dell'edificio e iniziò la sistemazione dello spazio antistante alla facciata, con la realizzazione della scalinata in travertino e del sagrato. L'insolvenza della famiglia Aragazzi era dovuta al sopraggiungere della morte anche del figlio di Francesco, Bartolomeo, già segretario dell'antipapa Giovanni XXIII e segretario apostolico di papa Martino V. In seguito alle due morti, la famiglia cercò di svincolare i beni di Bartolomeo bloccati dalla Curia Romana cosicché sulle proprietà di Francesco finirono per gravare oltre che gli impegni testamentari suoi, anche quelli del figlio Bartolomeo, tra i quali era il pagamento per il monumento funebre allogato a Michelozzo nel 1427, incarico per il quale lo scultore e architetto fiorentino giunse per la prima volta a Montepulciano.
Nel libro delle uscite del 1437 si trovano i primi riferimenti a Michelozzo: tra l'ottobre e il novembre gli venne affidato il progetto per la facciata della chiesa, mentre nei primi mesi dell'anno successivo pare che Michelozzo si trovasse a Montepulciano per fare un sopralluogo che definisse il tipo e i tempi dell'intervento, oltre ai materiali da utilizzare. Si hanno, nell'estate del 1438, i primi pagamenti per il trasporto del travertino dalle cave di Chianciano; alle date 21 settembre e 14 novembre 1438 è documentata la presenza di Michelozzo che seguiva le fasi di scelta, misurazione ed approvvigionamento dei materiali. Tra la fine del 1438 e l'aprile del 1439 vennero ultimati i lavori preparatori per la messa in opera del rivestimento in travertino della facciata e tra la primavera e l'estate di quell'anno venne effettuato il lavoro tanto che al 24 agosto è datato un pagamento a Michelozzo e ad uno dei suoi collaboratori. Nel corso del 1439 Michelozzo ricevette altri pagamenti per i suoi servizi, mentre il 24 agosto viene pagato l'operaio che si occupò di porre il gruppo in terracotta raffigurante la Madonna con il Bambino, Sant'Agostino e San Giovanni Battista nella lunetta del portale. Il volume delle entrate e delle uscite 1424-1440 termina con gli ultimi pagamenti del 1439 ed è verosimile che con la documentazione si interrompano anche i lavori, anche perché a quel tempo erano effettivamente terminati tutti gli altri lavori oltre alla facciata, come la copertura, il sagrato, la scalinata, gli interni, il primitivo portone in legno e il campanile, sul quale secondo quanto riporta un documento dell'archivio parrocchiale di Sant'Agostino, in una delle fasce demolite nel corso dei lavori di ristrutturazione del 1785-1791, si poteva leggere: “OPA FRA MCCCCXXXX”.
Il gruppo scultoreo anch'esso di Michelozzo nella lunetta del portale ebbe nel corso del XVI secolo i primi problemi conservativi, tanto che nel 1570 è attestato un primo restauro. Questa precoce (almeno per una piccola realtà come quella poliziana) sensibilità alla conservazione portò alla realizzazione di una copertura a semicupola in ferro ricoperta di piombo e messa in opera soltanto nel 1629, dove rimarrà fino al 10 settembre 1875 quando, ormai rovinata e di pessimo impatto estetico, fu sostituita da una copertura in cristallo, definitivamente tolta nel 1940. Più precisamente, nel 1629 risulta un pagamento a maestro Alisandro pittore, di 15 Lire, per aver «...dipinto il modello della Madonna sopra la porta principale della chiesa...» e, in data 3 agosto dello stesso anno, a Padre Antonio Zanobi de' Servi «...per haver fatto fabbricare e messo in opera il Padiglione di piombo sopra la porta principale di nostra chiesa di S.A. per conservatione della Madonna che è in quella...», cui seguono altri
pagamenti a tecnici per aver ultimato il «Padiglioncello».

### La conclusione dei lavori nel Cinquecento e gli interventi successivi
Nel momento in cui, nel 1440, si fermarono i lavori, la chiesa era praticamente conclusa ad eccezione della parte alta della facciata.
Il terzo livello ed il timpano sono stati costruiti ben settanta anni più tardi, nel 1509 come attesta l'iscrizione nel timpano. Nei libri di entrate e uscite del 1510-31, al giorno 3 settembre 1510 è documentato un pagamento a Domenico (?) d'Unto (?) per la vetrata del rosone della facciata, che verrà messa in opera soltanto nel 1532 da Michele da Gelmini.
Si ha notizia anche di un pagamento datato 6 gennaio 1512 ad un «architettore fiorentino» «...p(er) uno disegnio e modello fecie p(er) la sagrestia di santo agostino...». Di recente si è ipotizzato che tale architetto fiorentino fosse in realtà Antonio da Sangallo il Vecchio, la cui presenza è documentata a Montepulciano nello stesso mese del 1512 per opere di ristrutturazione delle mura cittadine. È certa invece la paternità del Sangallo per quanto riguarda i progetti delle tre cappelle che vennero realizzate nella parete settentrionale della chiesa, per le quali ricevette nel novembre del 1533 2 lire «...p(er) el disegnio fecie p(er) le capelle di s(an)to agustino...». In quello stesso mese l'architetto e scultore ricevette altri quattro pagamenti: «...li pagai lire trenta quali...p(er) co(n)to del cruciefisso...», quindi: «...a maestro antonio da san gallo...lire quaranta quattro per conto del crucifisso...», «...li pagai vintoto lire per conto del crucifisso...». Di tale Crocifisso si parla ancora sempre nelle Uscite di quell'anno con riferimento al trasporto dell'opera da Firenze a Montepulciano, in una cassa protetta da stoffa impermeabile. L'oggetto del discorso è il Crocifisso ligneo che tutt'oggi si trova dietro l'altar maggiore 
Nonostante la facciata della chiesa fosse terminata entro il 1509, i lavori all'interno, così come quelli per il campanile, continuavano. Nel 1519-1520 venne realizzata da Maso Boscoli da Settignano la splendida Loggia, oggi murata, sul lato meridionale della chiesa. Sarà lo stesso Maso Boscoli, alcuni anni più tardi a portare avanti il progetto degli altari laterali in travertino, mentre dal 1562 si iniziò la costruzione del «coro dopo l'altar
maggiore»: «...necessità e bisogno che ha la chiesa di fare un coro per servitio delli frati doppo l'altare maggiore».
Tra 1784 e 1791 la chiesa venne rimaneggiata e, pur rimanendo a navata unica, l'abside venne accorciata, il transetto venne eliminato e la decorazione venne aggiornata secondo il gusto tardo settecentesco inclinante al classicismo.
Nel 1930 vi vennero traslate dalla chiesa conventuale di San Francesco le reliquie del beato Bartolomeo Pucci-Franceschi.

## Descrizione

### La facciata
La facciata in travertino della chiesa fu realizzata in due fasi ben distinte, lontane tanto temporalmente quanto concettualmente. con l'intervento di Michelozzo di Bartolomeo per la realizzazione della parte bassa della facciata con i primi due livelli, il portale, la lunetta con le terrecotte, la cornice mistilinea ed il rosone. Il terzo livello ed il timpano, escluso il rosone, sono stati realizzati settant'anni più tardi, nel 1509, come attesta l'iscrizione nel timpano dove si trova lo stemma dell'Opera e della Fraternita. La parte della facciata progettata e realizzata da Michelozzo risulta compresa tra due grandi pilastri angolari corrispondenti al prolungamento delle pareti laterali dell'edificio ed è scandita da due fasce orizzontali sovrapposte, che dialogano tra loro per mezzo di una tripartizione verticale al centro della quale si trova il portale strombato decorato con fasci floreali, la lunetta ed il rosone. Ai lati coppie di specchiature separate da paraste sormontate da coppie di nicchie e dai tondi degli stemmi della famiglia Aragazzi centrati, anch'essi come le nicchie, rispetto alle paraste del primo livello. Due sono le cornici orizzontali realizzate entro il Quattrocento: la prima con decorazione floreale che funge da basamento del primo livello e la seconda, che permette lo stacco tra il primo livello, già rinascimentale nelle forme, e le nicchie ancora tardogotiche del secondo. Nonostante l'organicità, risulta evidente la mancanza di assialità tra le nicchie e le sottostanti specchiature.  
Intorno al 1438-1439 Michelozzo aveva già potuto assistere alla rivoluzione brunelleschiana in architettura, di Donatello in scultura e al più moderato riformismo del Ghiberti. Conoscenze queste, che l'architetto-scultore unisce in un suo personale linguaggio nella facciata, dove elementi del tardo gotico come le guglie e i pinnacoli, le ogive, si accordano ad elementi rinascimentali come la scansione orizzontale dei piani e la razionalità con cui si raccordano le parti tra loro, che fa di questa parte della facciata un unicum rispondente ad una logica fortemente organica. La facciata è scandita da lesene scanalate, sovrastate da nicchie che inquadrano il portale, nella cui lunetta è un rilievo in terracotta con la Madonna e i Santi Giovanni Battista e Agostino, anch'essa opera di Michelozzo.  
Il gruppo in terracotta dipinta, formato da sculture più grandi che al naturale, è incorniciato dai motivi floreali e dalle modanature dello stesso. Le prime ricerche della fine del XIX secolo lo attribuirono già a Michelozzo, sconfessando una tradizione locale che l'attribuiva all'orafo e scultore Pasquino da Montepulciano. Sono i pagamenti del 1439 a darne la paternità all'artista fiorentino, attribuzione peraltro confermata dal confronto stilistico: la Madonna, coperta da un velo dal quale spuntano ciuffi a tenaglia che ricorrono spesso nella scultura michelozziana, è confrontabile con altre dello stesso autore. La maniera di Michelozzo, che attinge dalla dolce eleganza del tardo gotico e dalla nuova estetica rivolta alla gravitas classica, permette una sintesi gestuale di gentilezza e monumentale dignità. Il Battista non differisce molto da quello, sempre in terracotta, che si trova alla Santissima Annunziata di Firenze. In seguito all'intervento di restauro effettuato dalla Soprintendenza di Siena negli anni 1992-1993, sono state notate tracce di dorature lungo i bordi delle vesti, sulla mitra e sul libro di Sant'Agostino, quindi alcuni strati di colore sulla terracotta. Uno di questi, biancastro, a base di piombo e olio, è forse uno strato preparatorio o, più probabilmente, il colore steso per fingere il marmo. Ipotesi resa ancor più plausibile dal ritrovamento sullo sfondo di tracce di color rosso intenso, del tipo ematite, su base di nero carbone. È una citazione della scultura romana d'età imperiale che spesso collocava busti in marmo di fronte a sfondo di porfido rosso. Notevole è anche l'impostazione spaziale dei due santi laterali non n posizione frontale, ma lievemente rivolti verso la Vergine e le teste aggettanti oltre la cornice in travertino. Confrontando tali sculture con ciò che resta, tra il Duomo di Montepulciano e il Victoria and Albert Museum di Londra, del monumento funebre Aragazzi, realizzato da Michelozzo tra il 1427 e il 1438, si nota la stessa solennità negli Angeli, i volti carichi di pathos. Inoltre è caratteristica comune la linea abbondante ed avvolgente che le avvicina più a Della Robbia e a Ghiberti che non a Donatello.  
La facciata quattrocentesca, nonostante i differenti periodi d'esecuzione, è confrontabile con quella del Duomo di Pienza, realizzata tra il 1459-62 (?) da Bernardo Rossellino dove appare evidente il plasticismo della facciata che recupera in parte la struttura della scenae frons del teatro romano, rispetto a Montepulciano dove si predilige un'impaginazione grafica della facciata, con il primo livello che sembra derivato da un modello monodimensionale, quasi un apparato scenografico rispetto al livello superiore, gotico nelle forme ma non nel concetto. Se le nicchie rimandano a Orsanmichele, l'intera seconda fascia rimanda invece ad un esempio più vicino tanto nello spazio quanto nel tempo: il riferimento è alla facciata della Fraternita dei laici di Arezzo, decorata da Bernardo Rossellino nel 1432-33 dove, nella parte alta, si può vedere un arco mistilineo fiancheggiato da nicchie, seppur non archiacute. L'arco mistilineo peraltro trova piena rispondenza nella tomba Brancaccio di Napoli, opera dello stesso Michelozzo. Inoltre i due stemmi che a Sant'Agostino sono posti sopra le nicchie e inseriti nella liscia cortina di pietra trovano un riscontro nell'esterno della sagrestia di Santa Trinita. Le lesene scanalate e architravate del primo livello possono essere messe in relazione con la facciata interna del sottoportico della Cappella Pazzi in Santa Croce, che non fu terminata dal Brunelleschi.  
All'organicità del primo e del secondo livello, si giustappone un terzo livello che poggia su quello sottostante attraverso una cornice più aggettante delle altre e che taglia in malo modo parte del rosone sovrastante. Tale livello risulta quasi schiacciato tra il timpano e la parte quattrocentesca della facciata. Inoltre, pur riprendendo elementi e proporzioni già presenti nel livello più basso del prospetto, appare non solo fuori scala, ma anche estraneo a qualunque relazione sintattica con il resto della facciata. Il contrasto è accentuato dalla scelta di utilizzare un differente tipo di travertino tra le due parti: una diversità non solo concettuale e armonica, ma anche cromatica. 

### L'interno
L'interno si presenta a navata unica con cappelle laterali poco profonde, secondo la ristrutturazione del 1784 - 1791 e con un apparato decorativo classicheggiante. L'ambiente è ornato da notevoli opere d'arte: al primo altare è una Resurrezione di Lazzaro firmata e datata 1593 da Alessandro Allori, alla quale segue al secondo altare un San Nicola da Tolentino di Giovanni di Paolo firmato e datato 1457, certamente scomparto di un polittico più ampio. Al terzo altare si trova invece una Deposizione dalla Croce con San Girolamo e San Francesco di Maso da San Friano, firmata e datata 1567 e proveniente dalla chiesa delle monache francescane di San Girolamo (forse dall'altare maggiore), il che spiega la presenza dei due santi in basso. Il dipinto, restaurato tra 2000 e 2002, si compone, per motivi imprecisati, di una parte superiore su tavola e di una inferiore su tela, che doveva forse essere mobile presumibilmente della stessa mano.L'opera si mostra dipendente dalla Pietà vaticana di Michelangelo ma è soprattutto evidente l'influenza sartesca, specie della Pietà di Luco di Andrea e quella pontormesca nell'allungamento della figura di Cristo.
Dietro l'altare maggiore è un Crocifisso ligneo policromo di Antonio da Sangallo il Vecchio, che per molto tempo è stato ritenuto opera di Donatello, finché non sono stati rinvenuti i documenti dei pagamenti al Sangallo. L'opera, già in precedenza attribuita al Sangallo, presenta una forte somiglianza con il Crocifisso realizzato dallo stesso autore nella Santissima Annunziata di Firenze.
Al terzo altare sinistro è una Crocifissione con dolenti di Lorenzo di Credi, al secondo una Madonna della Cintola coi Santi Nicola da Tolentino e Agnese da Montepulciano di Niccolò Betti, allievo di Michele Tosini, databile verso la fine del Cinquecento, mentre all'ultimo si trova l'Ascensione di Cesare Nebbia datata 1585.